# 玄朱妮
玄朱妮（韓語：현쥬니，1985年8月1日—），曾用名朱妮（韓語：쥬니）及朱安（韓語：주안），韓國女演員、歌手，前4人女子樂團BellaMafia主唱。

## 演藝經歷
2014年，婚後復出參演電視劇《天使之眼》並改名為朱安。2015年，在綜藝歌唱節目《神秘音樂秀：蒙面歌王》宣佈用回本名玄朱妮。
2021年12月10日，出演《媽媽是偶像》，組成女團「MAMADOL(마마돌)」，出道主打為《WooAh HIP(우아힙)》。

## 個人生活
2012年12月13日，與大自己2歲的商人男友奉子成婚，2013年7月30日產子。

## 演出作品

### 電視劇
- 2008年：MBC《貝多芬病毒》飾演 夏伊頓
- 2009年：KBS《IRIS》飾演 楊美靜
- 2010年：SBS《我是傳說》飾演 梁雅琳
- 2012年：KBS《嗚啦啦夫婦》飾演 高日蘭
- 2014年：SBS《天使之眼》飾演 車敏秀
- 2014年：MBC《媽媽》飾演 Rachel
- 2016年：KBS《太陽的後裔》飾演 表智秀
- 2017年：SBS《Bravo My Life》飾演 鄭星雅
- 2019年：JTBC《Legal High》飾演 蘇菲亞
- 2020年：SBS《媽媽出軌了》飾演 吳必靜
- 2022年：KBS《現在很美麗》飾演 李素拉

### 電影
- 2009年：《國家代表》
- 2009年：《天空與海洋》
- 2011年：《完美遊戲》
- 2012年：《創可貼》

### 綜藝節目
- 2015年：MBC《神秘音樂秀：蒙面歌王》EP11、12
- 2016年：SBS 《Vocal 戰爭：神的聲音》EP1
- 2017年：SBS 《Fantastic Duo 2》EP27、28
- 2021年：tvN《媽媽是偶像》 固定出演

## 外部連結
- 玄朱妮的Instagram帳戶
- NAVER （页面存档备份，存于）